# NGC 4778
NGC 4778 (другие обозначения — NGC 4759B, MCG -1-33-37, HCG 62A, PGC 43757) — галактика в созвездии Девы.
Эта галактика состоит в центральной паре своей группы HCG 62 совместно с NGC 4776, расстояние между ними составляет 8 килопарсек и они находятся в процессе слияния. Центр наблюдаемой области рентгеновского излучения от данной группы соответствует положению этой пары галактик. NGC 4778, по всей видимости, сама недавно испытала слияние. Мощность рентгеновского излучения из ядра в диапазоне энергий 0,5—8 кэВ в этой галактике составляет 3,2⋅1039 эрг/с.
Этот объект занесён в Новый общий каталог дважды, с обозначениями NGC 4778 и NGC 4759B.